# USS John Paul Jones (DDG-53)
USS John Paul Jones (DDG-53) je americký torpédoborec třídy Arleigh Burke. Je třetí postavenou jednotkou své třídy. Postaven byl v letech 1990–1993 loděnicí Bath Iron Works ve městě Bath ve státě Maine. Torpédoborec byl objednán v roce 1987, dne 8. srpna 1990 byla zahájena jeho stavba, hotový trup byl spuštěn na vodu 26. října 1991 a 18. prosince 1993 byl zařazen do služby.

## Služba

### 90. léta 20. st.
USS John Paul Jones byl vybrán jako platforma pro šokové zkoušky pro podtřídu Flight I. Loď byla podrobena sérii výbuchů v těsné blízkosti, aby americké námořnictvo získalo důležité informace týkající se schopnosti torpédoborců podtřídy Flight I přežít v bojovém prostředí. Posádka připravila loď na nejnáročnější a nejkomplexnější test šokové zkoušky hladinových lodí v historii námořnictva. Loď absolvovala čtyři nasazení v Perském zálivu.

### 0. léta 21. st.
Dne 7. října 2001 John Paul Jones vystřelil první střely s plochou dráhou letu Tomahawk na Afghánistán v rámci operace Trvalá svoboda.

### 10. léta 21. st.

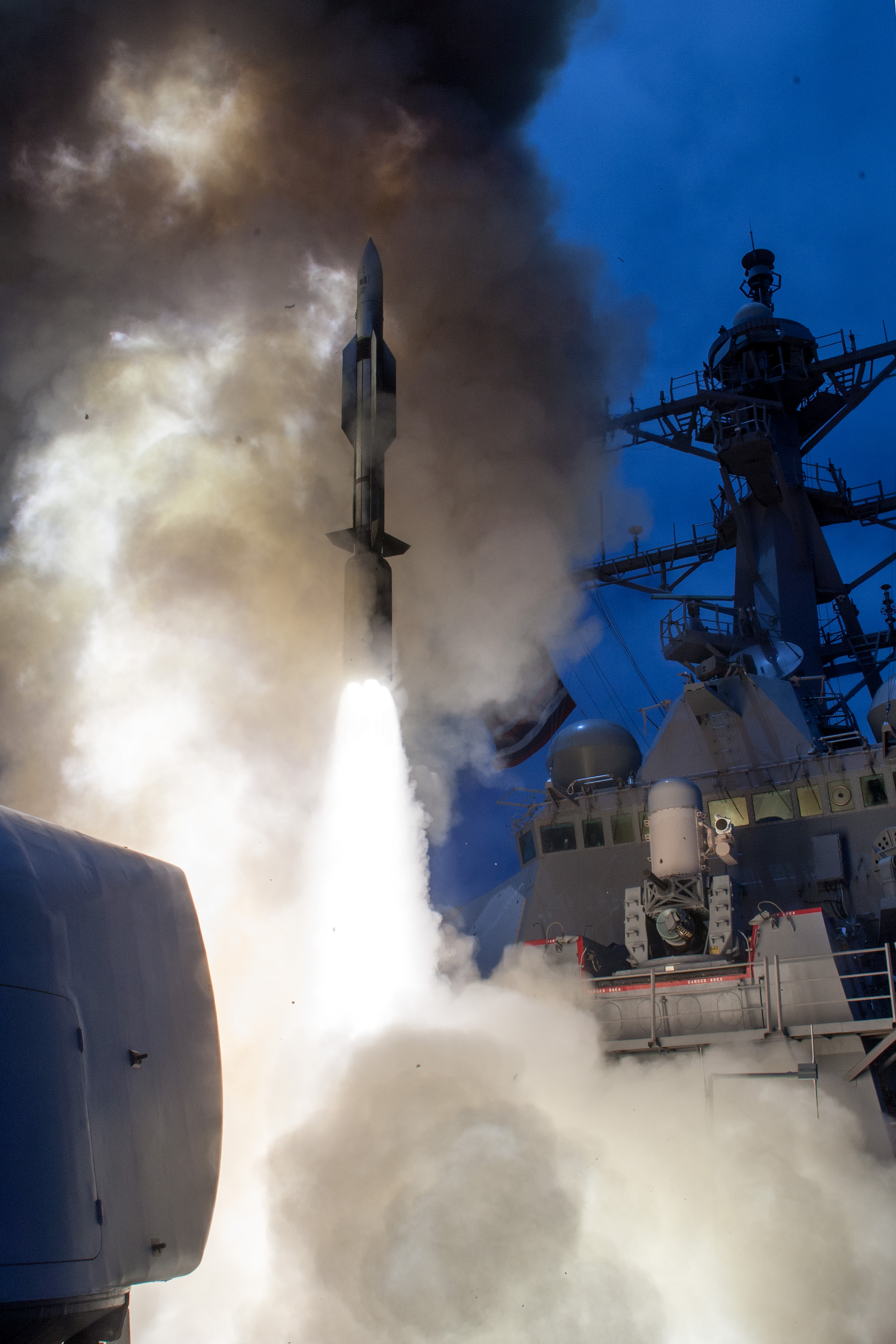
USS John Paul Jones při odpalu střely RIM-174 v červnu 2014

V červnu 2010 zahájila desetiměsíční období v loděnicích, během něhož byl torpédoborec modernizován. Jednalo se o první modernizaci ve své třídě.
Dne 10. června 2011 zakotvila u pobřeží Malibu v Kalifornii na začátku třídenních oslav nazvaných Dny námořnictva, jejichž cílem bylo poděkovat námořníkům a jejich rodinám za službu vlasti.
1. listopadu 2015 se John Paul Jones zúčastnil kampaně Fierce Sentry Flight Test Operational-02 Event 2 (FTO-02 E2), komplexní testovací akce amerického vojenského protiraketového systému za 230 milionů dolarů, která se uskutečnila na ostrově Wake a v okolních oceánských oblastech. Během testu torpédoborec sestřelil simulovanou protilodní řízenou střelu, ale nedokázal zachytit balistickou střelu středního doletu, která byla vypuštěna z dopravního letounu Boeing C-17 Globemaster III.
Dne 18. ledna 2016 John Paul Jones potopil vyřazenou raketovou fregatu USS Reuben James (FFG-57) při testu nové varianty řízené střely RIM-174 a stal se tak první lodí, která potopila loď s novou variantou této střely. John Paul Jones odpálil střelu na americké tichomořské raketové střelnici poblíž Havaje.
Dne 3. února 2017 John Paul Jones při testu u západního pobřeží Havaje sestřelil balistickou raketu. Tento test představuje první případ, kdy byla balistická střela zničena pomocí střely Standard Missile-3 (SM-3) Block IIA.